# Кюльвейн, Фриц
Фриц Кюльвейн (нем. Fritz Kühlwein; 29 ноября 1892, Хаттен, Эльзас — 25 сентября 1972) — немецкий военный деятель; генерал-лейтенант (1943 год).

## Биография
На военной службе с 1912 года. Участник Первой мировой войны, службу проходил в 97-м пехотном полку, в 1916 году был дважды ранен.
В межвоенный период оставался кадровым офицером. В 1934—1937 годах преподавал военную тактику в военной школе в Дрездене, опубликовал учебное пособие «Боевая тактика усиленных батальонов» (нем. Gefechtstaktik des verstärkten Bataillons; 1936). Затем командовал батальоном, а в 1939—1943 годах последовательно 73-м, 55-м, 133-м пехотными полками, 45-й пехотной дивизией. В январе 1942 году стал одним из первых полевых командиров, награждённых Немецким золотым крестом.
С 13 апреля по 15 сентября 1944 год — командир дивизии «Бранденбург», с 15 сентября по 16 октября 1944 года — командир мотопехотной дивизии «Бранденебург». С 29 декабря 1944 года по 27 марта 1945 года — командир 401-й дивизии. С 27 марта по 8 мая 1945 года — командир 149-й учебно-полевой дивизии. Захвачен в плен союзниками 8 мая 1945 года.
Освобожден 11 октября 1946 года. После освобождения жил в западных зонах оккупации (позднее — ФРГ), работал в сфере торговли.

## Труды
- Боевая тактика усиленных батальонов